# Butte Saint-Roch
La butte Saint-Roch également appelée butte du marché aux pourceaux était une petite colline située à l'intérieur du périmètre actuel de Paris (France) et aujourd'hui disparue.

## Constitution
Elle est parfois confondue avec une autre protubérance, la butte des Moulins, située un peu plus à l'est.
L'origine de cette butte est toujours sujette à débats. Pour les uns, il pourrait s'agir d'un ancien tumulus gaulois et pour les autres d'un ancien dépôt d'immondices et de gravois.
D'une manière ou d'une autre, la butte, qui servait de voirie, fut surélevée une première fois au XIVe siècle par les débris des masures démolies par le prévôt Étienne Marcel. Elle fut surélevée une seconde fois avec le gravois provenant de la démolition de l'enceinte de Philippe Auguste et de celles de quelques moulins à vent qui étaient sur cette butte, ainsi que des terres de terrassement provenant de la construction de la nouvelle enceinte de Charles V.

## Historique
La Justice du roi utilisa la butte comme lieu de supplice pour les voleurs, faussaires, faux-monnayeurs, hérétiques et blasphémateurs dès le XVe siècle. Ceux-ci étaient soit brûlés, soit jetés vifs dans un chaudron d'eau bouillante. C'est ainsi que périt l'écolier Edmond de La Fosse.
Il est possible que l'évêque de Paris ait édifié son échelle de justice sur la partie sud de cette butte en raison de la présence de la rue de l'Échelle dans les abords immédiats.
L'autre côté de la butte était occupé par le marché aux pourceaux qui avait été transféré de la place du Marché-aux-Pourceaux vers 1360.
Lors du siège de Paris en 1429, Jeanne d'Arc y avait installé des couleuvrines pour soutenir l'attaque contre la porte Saint-Honoré et y avait été grièvement blessée,.
En 1536, la butte augmenta de volume, quand après l'avance de Charles Quint en Picardie, François Ier, fit renforcer l'enceinte de Charles V. Il fit construire sur la butte un bastion fortifié avancé qui était incorporé dans la défense de Paris. Les débris des démolitions, les gravois et les terres provenant des travaux y furent amenés.
La première église paroissiale, dédiée à Saint Roch, fut construite en 1577 sur l'emplacement de la chapelle Sainte-Suzanne de Gaillon.
Lors du siège de Paris par Henri IV en 1590, la butte servit de promontoire à l'artillerie assaillante. Elle fut l'enjeu de plusieurs combats, en particulier le 21 août, ou les troupes royales perdirent une cinquantaine d'hommes.
Un rimeur du XVIIe siècle décrit la butte de cette manière :
Dieu vous garde de malencontre,

Gentille butte de Saint-Roch,

Montagne de célèbre estoc,

Comme votre croupe le montre;

Oui, vous arrivez presqu'aux cieux,

Et tous les géants seraient dieux

S'il eussent mieux appris la carte,

Et mis dans leur rébellion,

Cette butte-ci sur Montmartre,

Au lieu d'Ossa sur Pélion.
— Histoire physique: civile et morale de Paris
En 1653, Louis XIV fait construire une nouvelle église dédiée à Saint-Roch.
Le 15 septembre 1667, Louis XIV autorise d'aplanir la butte afin d'y faciliter la construction de maisons. De 1667 à 1677, Michel Villedo arasa la butte ; les moulins qui la surmontaient furent détruits, ce qui permit la création de 12 nouvelles rues.
Tout le quartier de la butte Saint-Roch mais aussi celui de la butte des Moulins fut incorporé dans Paris lors de la construction de l'enceinte de Louis XIII. Cet endroit resta toutefois un endroit très mal famé, couvert de masures sordides et de logis de mendiants, de faiseurs de tours, de montreurs d'ours, de sorciers et de charlatans. Sur les pentes, comme sur les pentes de la butte voisine, il y avait des guinguettes et des cabarets qui vendaient du vin de Suresnes ou du clos Georgeau tout proche.
Le 16 mai 1750, un officier de police conduisit au poste un enfant de la rue des Nonnains-d'Hyères qui s’était rendu coupable de quelques incartades sans importance. La mère, éplorée, ameuta tout le quartier et rapidement la rumeur courut que Louis XV faisait enlever les enfants âgés de 5 à 10 ans afin qu’ils soient sacrifiés et que leur sang était utilisé pour les bains du roi et de ses courtisans, si bien que l’émeute prit de l’ampleur en particulier dans le faubourg Saint-Antoine où des agents de police furent pris à partie. Les 22 et 23 mai, l’agitation se propage dans les quartiers de la porte Saint-Denis, butte Saint-Roch et carrefour de la Croix-Rouge. Environ 2 000 personnes se portent sur la route de Versailles pour attendre le retour du lieutenant général de police Nicolas Berryer, allé prendre des ordres. Ils se heurtent à la troupe et au guet royal qui les dispersent. Ayant pris connaissance de cette émeute, Louis XV décide, en représailles, de priver les Parisiens de sa présence. Il fait construire, pour se rendre de Versailles à Saint-Denis et Compiègne, une route évitant Paris, connue sous le nom de route de la Révolte.
La butte a joué un rôle important lors de l'Insurrection royaliste du 13 vendémiaire an IV autour de l'église Saint-Roch.
Au Second Empire, la butte restait un obstacle sérieux. Tout le quartier entre le Louvre et les grands boulevards était occupé par des rues étroites et considéré comme insalubre et mal famé.
La butte Saint-Roch disparut totalement lors de la percée de l'avenue de l'Opéra, en 1875. Les énormes déblais servirent à combler les excavations du Champ de Mars. Pour avoir une idée de l'importance de cette butte dans un quartier aujourd'hui complètement nivelé, il suffit de voir l'entrée de l'église Saint-Roch où l'on monte treize marches. Avant l'arasement de la butte, il fallait en descendre sept.

## Personnalités de la butte Saint-Roch
- Marie Allard et Gaëtan Vestris habitèrent rue Sainte-Anne.
- François-Marie Arouet, dit Voltaire, habitait à l'angle de la rue du Clos Georgeau et la rue de la Fontaine-Molière[10]
- Louis Bénigne François Bertier de Sauvigny avait une relation, durant plusieurs années, avec une italienne appelée Olympia qui demeurait rue des Moulins[11].
- Françoise Catherine Thérèse Boutinon des Hayes dite « Madame de La Pouplinière » est décédée dans une maison faisant l'angle rue Neuve-des-Petits-Champs et rue de Ventadour
- Pierre Corneille logeait rue d'Argenteuil[10]
- Thomas Corneille, frère de Pierre, demeurait rue du Clos Georgeau[10]
- Charles-Michel de L'Épée dit « Abbé de l'Épée », rue des Moulins[10]
- Charles-Auguste de La Fare[10]
- Jean-Baptiste Lully y avait 2 maisons : la première à l’angle de la rue des Petits-Champs et de la rue Sainte-Anne, la seconde au coin de la nouvelle « rue Royale »[10]
- Alexis Piron, rue des Moulins[10]
- Jean-Jacques Rousseau et Marie-Thérèse Le Vasseur, demeurèrent dans une maison faisant l'angle rue Neuve-des-Petits-Champs et rue de Ventadour
- Auguste Vestris est né rue Sainte-Anne.

## Marché aux pourceaux

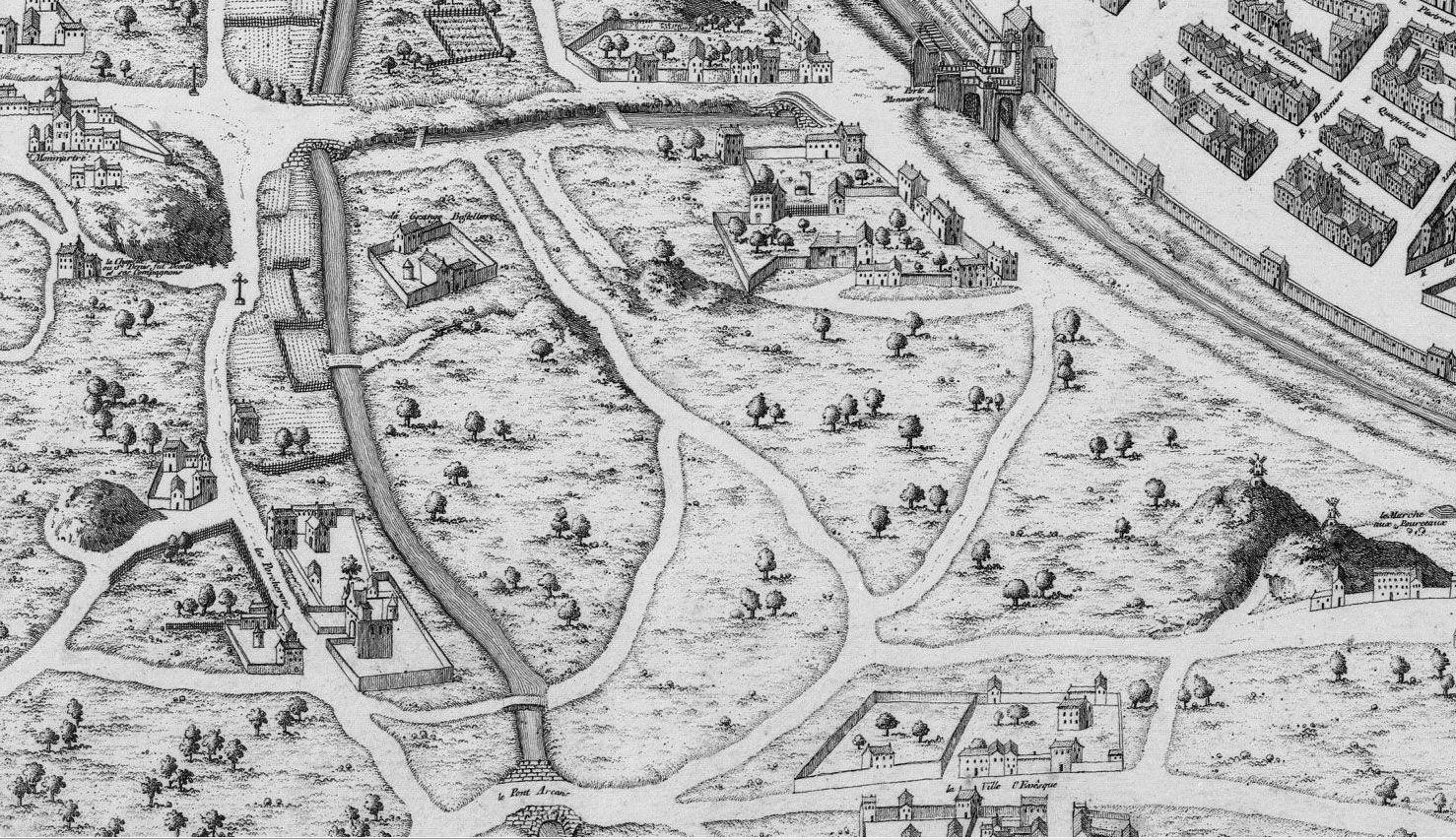
Le Marché aux pourceaux est situé en bas à droite. (Copie de Dheulland du plan de Saint-Victor).

Le marché aux pourceaux, créé à la fin du XIIe siècle, était situé sur le côté oriental de la butte Saint-Roch. Il était précédemment situé place aux Pourceaux près du cul-de-sac des Bourdonnais.
Selon un édit de 1360, les porchers devaient parquer leurs animaux sur les pentes de la butte au carrefour des chemins du Roule et d'Argenteuil.
C'est au marché aux pourceaux, près de la porte Saint-Honoré, que les faux-monnayeurs subissaient leur peine d'ébouillantage et que quelquefois l'on y faisait souffrir le supplice aux malfaiteurs:
- Le dimanche 6 octobre 1331 Jeanne de Divion est brûlée vive sur la Place aux Pourceaux.
- En 1486, Renée de Vendomois qui avait fait assassiner son mari, le seigneur Jean de Saint-Berthevin, avait été condamnée par le prévôt de Paris à être brûlée vive sur la place du Marché-aux-Pourceaux. Mais le roi Charles VIII lui ayant fait grâce de la vie, sa peine fut commuée en une prison perpétuelle, et elle fut condamnée à être reclue jusqu'à la fin de sa vie au reclusoir des Innocents[13],[14]
- Le prêtre Jean Langlois « y fut brûlé vif en 1493, pour avoir arraché la Sainte-Hostie d'entre les mains d'un autre prêtre qui disait la Messe à Nôtre-Dame, dans la Chapelle de Saint-Crépin; et qu'on lui donna pour confesseur Maître Jean Standonck, docteur en théologie[15] ».
- Edmond de La Fosse ayant arraché la Sainte-Hostie d'entre les mains d'un autre prêtre pendant qu'il célébrait aussi la messe dans la Sainte-Chapelle du Palais, le 25 août 1503 fut pareillement brûlé vif « place aux Pourceaux », après avoir eu le poing coupé à l'endroit, où il avait jeté l'Hostie[15].
- Le 8 août 1523 le religieux Jean Vallière, considéré comme le premier martyr protestant français, est brûlé vif au Marché aux Pourceaux.

## Marché aux chevaux

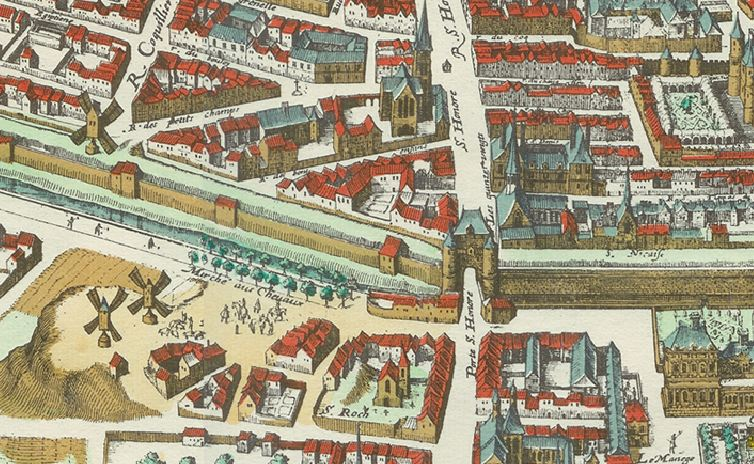
Le marché aux chevaux de la butte Saint-Roch hors de la porte Saint-Honoré de l'enceinte de Charles V, sur le plan Mérian (1615).

En 1605, la création de la place Royale entraine le départ du marché aux chevaux, installé dans l'hôtel des Tournelles. Il est établi à côté du marché aux pourceaux, et y restera jusqu'en 1633.
En 1633, le palais Cardinal est agrandi et le marché aux chevaux est installé dans un bastion du nouveau rempart situé approximativement entre le boulevard des Capucines et les rues des Capucines, Gaillon, des Petits-Champs et Louis-le-Grand.
C'est dans ce marché, alors désert, qu'eut lieu le 30 juillet 1652, un duel à cinq contre cinq à la suite d'une querelle qu'avait eue François de Vendôme duc de Beaufort, petit-fils d'Henri IV avec son beau-frère Charles Amédée de Savoie duc de Nemours, dans un cabaret du jardin des Tuileries. D'un côté se trouvait, le duc de Beaufort, le comte de Bury fils du marquis de Rostaing, le comte de Ris, le comte de Brillet et le comte d'Héricourt. De l'autre côté on trouvait le duc de Nemours, le chevalier de La Chaize, le comte de Villars, le comte de Campan et le sieur d'Uzerche capitaine des gardes,. Le duel eut lieu avec 2 pistolets chargés de 5 balles chacun :
- Le comte de Villars et le comte de Bury se blessèrent tous les deux.
- Le comte de Ris et le comte d'Héricourt, blessés, moururent dans les vingt-quatre heures.
- Le duc de Nemours tira et blessa duc de Beaufort à la main, qui lui-même tira et toucha le duc de Nemours droit dans le cœur[16].
- Pour les autres, s'il y en eut de blessés, ce fut légèrement[18].

C'est également dans ce marché que furent rassemblés, le 5 juin 1662, une partie des escadrons qui participèrent au grand carrousel donné en l'honneur de la naissance de Louis de France, premier enfant de Louis XIV, dans la cour du carrousel.
Le marché aux chevaux déménagea une nouvelle fois en 1687, pour s'installer à l'emplacement de l'actuel boulevard Saint-Marcel.